# Blerick
Blerick é uma localidade hoje considerada como um bairro, localizada na comuna neerlandesa de Venlo, na província Limburgo. Em 1 de janeiro de 2006, Blerick contava 27 330 habitantes. Blerick está localizada no rio Mosa, que faz frente à cidade de Venlo.